# Izotopi vodika
Trenutno je poznanih 7 vodikovih izotopov, od 1H do 7H. 1H in 2H sta edina stabilna izotopa. 1H je v bistvu le proton in elektron in je tako najenostavnejša oblika atoma. Je eden izmed dveh stabilnih izotopov z manj nevtroni kot protoni (drugi je 3He) in edini stabilen izotop brez nevtronov. 2H je drugi stabilni vodikov izotop in ima v jedru en proton in en nevtron. Je eden izmed štirih izotopov, ki so stabilni ter imajo liho število tako protonov kot nevtronov. 3H je še sorazmerno stabilen z razpolovno dobo dobrih 12 let. V temi se zaradi razpada sveti. Izotopi od 4H do 7H so izredno nestabilni. Njihovi razpolovni časi so veliko krajši od sekunde; najstabilnejši izmed njih, 5H ima razpolovno dobo najbrž okoli 1·10−21 s oz. 1 zs. Ostali imajo vsi razpolovne dobe nekaj sto joktosekund. Za nadaljnjo proizvodnjo izotopov ni velikega zanimanja, je pa blizu izotop 9H, ki ima 8 nevtronov, kar je magično število.
V naravi se pojavljajo trije izotopi – 1H, 2H in 3H. Velika večina vodika v vesolju je 1H, ki predstavlja kar 99,9885% vsega vodika. Drugi najpogostejši izotop je 2H, ki predtsavlja dobro stotino odstotka. Tretji, radioaktivni izotop vodika, se pojavlja v zelo majhnih količinah, ki jih ne moremo natančno določiti – torej se pojavlja le v sledovih. V vodi je približno 10−16% atomov vodika radioaktivnega.
Izotopi vodika so edinstveni v tem, da so vsi trije naravni izotopi poimenovani in imajo svoje kemične simbole. 2H se pogosto imenuje devterij in ima simbol D. Lahko se ga imenuje tudi težki vodik, saj je približno dvakrat težji od večine vodika. Njegov oksid (D2O) imenujemo težka voda. 3H se imenuje tritij in ima oznako T. 1H se imenuje protij, vendar se to ime redkeje uporablja, saj že ob besedi vodik pomislimo na ta izotop. Ima tudi svojo oznako (P), ki pa se jo še redkeje uporablja. Trend poimenovanja bi lahko nadaljevali tudi na težje izotope in tako bi 4H bil poimenovan tetrij, vendar se tega imena in ostalih nadaljnjih imen ne uporablja v znanstvenih publikacijah. Čeprav je kar pogosto, da se uporabljata simbola D in T, ju IUPAC odsvetuje.

## Uvod
Vsak element ima točno določeno število protonov, lahko pa se njegovi atomi razlikujejo v številu nevtronov. Nuklidom, ki imajo isto število protonov, vendar se razlikujejo v številu nevtronov, pravimo izotopi. Če se še bolj poglobimo, lahko za nekatere izotope ločimo tudi njegove izomere. V grobem imajo različni izotopi elementa enake kemijske lastnosti, vendar se razlikujejo v fizikalnih lastnostih. Običajno razmerje med nevtroni in protoni je pri nižjih elementih približno 1, vendar ko se približujemo težjim elementom, se razmerje začne večati. Kljub temu poznamo izotope, ki imajo dvakrat toliko nevtronov, kolikor protonov. Če moramo označiti, da nekje potrebujemo točno določen izotop elementa, se njegovo masno število zapiše nadčrtano pred simbolom, na primer, atom helija z masnim številom 3 bi zapisali kot 3He, ali helij-3, kar je bolj pogosta zapisa izotopa v besedilu.
V naravi najbolj razširjeni izotopi elementov so po večini stabilni, vendar predstavljajo le majhen delež vseh izotopov. Za vsak element poznamo tudi radioaktivne izotope – tako poznamo radioaktiven ogljik, radioaktivno železo, radioaktivno zlato. Čeprav se od teh elementov v naravi pojavlja radioaktivni izotop ogljika, 14C, in železa, 60Fe, ju je v naravi zelo malo in je nevarnost minimalna. Radioaktivni izotopi zlata so bili ustvarjeni le v laboratorijih, zato je vse naravno zlato stabilno.
Za izračun relativne atomske mase elementa moramo poznati atomske mase vseh izotopov, ki se pojavljajo v naravi ter njihovo razširjenost. Večini izotopov, ki se pojavljajo v naravi se da določiti izmed koliko atomi elementa bomo našli ta izotop. Tako dobimo podatke o razširjenosti izotopov, ki bi se morali sešteti do 1. Pri nekaterih elementih se razmerje med izotopi med kraji razlikuje, zato sta podani dve številki – minimalna in maksimalna vrednost. Nekaterim izotopom, ki se v naravi pojavljajo v izredno majhnih količinah, ne moremo natančno določiti, zato je podan le podatek, da se element pojavlja v sledovih. Teh izotopov se v izračunu ne upošteva, saj bi v vsakem primeru imeli zelo majhen vpliv. Taki izotopi so radioaktivni in običajno nastanejo s kozmičnim sevanjem ali razpadom radioaktivnih izotopov. Izotopi, ki se v naravi ne pojavljajo, so sintetični in se jih v izračun ne vključuje. Atomsko maso elementa se izračuna tako, da se atomsko maso vsakega izotopa pomnoži z njegovo razširjenostjo v naravi in jih nato seštejemo. Tako dobimo povprečno atomsko maso vseh atomov elementa, ki se pojavljajo v naravi.
Umetne izotope dobimo tako, da naravnim izotopom dodamo ali odvzamemo protone ali nevtrone ali celo večje dele nuklida. Umeten izotop lahko opazimo tudi pri razpadu drugih umetnih izotopov; najbolj poznana izotopa, pridobljena na tak način, sta 2Nt in 2He. Umetni izotopi so vsi radioaktivni in zelo hitro razpadejo. Izotopi lahko razpadejo na več načinov. Glavni trije razpadi so alfa, beta in gama razpad, obstajajo pa tudi drugi. Kako bo razpadel nek izotop je odvisno od tega, kakšno je njegovo razmerje med nevtroni in protoni. Če je premalo nevtronov, bo razpadel na takšen način, da se bo znebil protona. Tak je na primer beta plus razpad, ki proton spremeni v nevtron. Če je nevtronov preveč, se bo želel znebiti nevtrona, na primer z beta minus razpadom. Če je razmerje hudo preveliko ali premajhno, lahko izotop izvrže enega ali več nevtronov oz. protonov. Če je izotop na splošno pretežak (težji od svinca, ki je najtežji stabilni izotop), se želi znebiti tako protonov kot nevtronov, zato izvrže jedro helija-4 (2 protona in 2 nevtrona), kar je znano kot razpad alfa. Ker ta način zmanjša vrstno število le za 2, se pri mnogih izotopih to mora zgoditi večkrat, da postanejo stabilni. Tako dobimo razpadne verige izotopov, ki kažejo razpad določenega izotopa. Pri nizkem masnem številu so verige sorazmeroma krajše, za supertežke izotope pa so najdaljše. Isti izotop lahko razpade tudi na več načinov – tako govorimo o vejah razpadne verige.
Pri določanju možnosti, ali je izotop stabilen, poleg razmerja med protoni in nevtroni upoštevamo tudi, dva druga dejavnika:  prvi je t. i. magična števila, pri katerih je večja možnost za stabilnost. Ta števila so 2, 8, 20, 28, 50 in 82 za protone in nevtrone ter še 126 za število nevtronov. Izotopi s takim številom nevtronov in protonov bi morali biti bolj stabilni od ostalih. Ta števila so vsa parna, saj na splošno velja, da je izotop s sodim številom nevtronov in protonov bolj stabilen kot tisti z lihim. V bistvu obstajajo le štirje stabilni izotopi z lihim številom tako protonov kot nevtronov.
Izotopov elementa se običajno ne poimenuje, vendar so kljub temu nekateri poimenovani. Drugo ime za 1H je protij, za 2H devterij in za 3H tritij. Ti trije vodikovi izotopi so tudi edini, ki imajo svoje simbole (P, D in T). Poleg teh so poimenovani tudi izotopi, izključno iz nevtronov ali protonov. Tako poznamo mononevtron (1Nt), dinevtron (2Nt) … ter monoproton (1H), diproton (2He) itd. 1H ima tako dve poimenovanji, protij in monoproton.

## Seznam
| H – [1,007 84, 1,008 11] | H – [1,007 84, 1,008 11] | H – [1,007 84, 1,008 11] | H – [1,007 84, 1,008 11]      | H – [1,007 84, 1,008 11] | H – [1,007 84, 1,008 11] | H – [1,007 84, 1,008 11] | H – [1,007 84, 1,008 11] | H – [1,007 84, 1,008 11] | H – [1,007 84, 1,008 11] | H – [1,007 84, 1,008 11] | H – [1,007 84, 1,008 11] | H – [1,007 84, 1,008 11] | H – [1,007 84, 1,008 11] | H – [1,007 84, 1,008 11] |
| Izotop                   | Z                        | N                        | Ar (amu)                      | Evez/A (keV)             | Spin                     | Leto odkritja            | Razpad                   | Razpad                   | Razpad                   | Razpad                   | Razpad                   | Pojavljanje v naravi     | Pojavljanje v naravi     |                          |
| Izotop                   | Z                        | N                        | Ar (amu)                      | Evez/A (keV)             | Spin                     | Leto odkritja            | t½                       | Vrsta                    | %                        | Takojšnji produkti       | Stabilni produkti        | %                        | CIAAW                    |                          |
| ------------------------ | ------------------------ | ------------------------ | ----------------------------- | ------------------------ | ------------------------ | ------------------------ | ------------------------ | ------------------------ | ------------------------ | ------------------------ | ------------------------ | ------------------------ | ------------------------ | ------------------------ |
| 1H (P)                   | 1                        | 0                        | 1,00782503224 ± 0,00000000009 | 0                        | ½+                       | 1920                     | Stabilen                 | Stabilen                 | Stabilen                 | Stabilen                 | Stabilen                 | 99,9885 ± 70             | [0,99972, 0,99999]       |                          |
| 2H (D)                   | 1                        | 1                        | 2,01410177811 ± 0,00000000012 | 1112,283                 | 1+                       | 1932                     | Stabilen                 | Stabilen                 | Stabilen                 | Stabilen                 | Stabilen                 | 0,0115 ± 70              | [0,00001, 0,00028]       |                          |
| 3H (T)                   | 1                        | 2                        | 3,01604928199 ± 0,00000000023 | 2827,265                 | ½+                       | 1934                     | 12,32 ± 0,02 let         | β−                       | 100                      | 3He                      | 3He                      | v sledovih               |                          |                          |
| 4H                       | 1                        | 3                        | 4,026430 ± 0,00011            | 1720 ± 25                | 2−                       | 1981                     | 139 ± 10 ys              | n                        | 100                      | 3H, 1Nt                  | 3He, 1H                  | sintetičen               |                          |                          |
| 5H                       | 1                        | 4                        | 5,035310 ± 0,0001             | 1336 ± 18                | (½+)                     | 1987                     | > 910 ys                 | 2n                       | 100                      | 3H, 1Nt                  | 3He, 1H                  | sintetičen               |                          |                          |
| 6H                       | 1                        | 5                        | 6,044960 ± 0,00027            | 960 ± 40                 | 2−                       | 1984                     | 290 ± 70 ys              | n                        | ?                        | 5H, 1Nt                  | 3He, 1H                  | sintetičen               |                          |                          |
| 6H                       | 1                        | 5                        | 6,044960 ± 0,00027            | 960 ± 40                 | 2−                       | 1984                     | 290 ± 70 ys              | 3n                       | ?                        | 3H, 1Nt                  | 3He, 1H                  | sintetičen               |                          |                          |
| 7H                       | 1                        | 6                        | 7,052750 ± 0,00108            | 940 ± 140                | ½+                       | 2003                     | 500 ys                   | 2n                       | 100                      | 5H, 1Nt                  | 3He, 1H                  | sintetičen               |                          |                          |

## Stabilni izotopi
V naravi se pojavljajo trije izotopi vodika, to so 1H, 2H in 3H, od tega je večina vodika protij, tritij pa se pojavlja le v sledovih. Vsi imajo en proton in en elektron, zato so kemične lastnosti večinoma enake. Večinoma se razlikujejo v fizikalnih lastnostih; najbolj opazna je razlika v atomskih masah. Devterij je dvakrat težji od protija, tritij celo trikrat, kar je edinstveno za vodik. Pri nobenem drugem elementu se ne pojavljajo tako velike razlike v atomski masi pri naravnih izotopih.

### Protij
1H, znan tudi kot protij, v jedrski fiziki tudi kot monoproton oz. le proton, še posebej če nastane kot produkt razpada in je brez elektronov. Je najenostavnejši atom, sestavljen le iz protona in elektrona. Je edini stabilni izotop brez nevtronov in eden izmed dveh stabilnih izotopov, ki ima več protonov kot nevtronov. Je najbolj pogost izotop v vesolju – to izvira iz njegove preprostosti. Večina ga je nastala pri velikem poku; vsi protoni, ki niso naleteli na nevtron, so postali protij. Njegova atomska masa je približno 1,0078, kar je izredno blizu atomske mase elementa. Ker predstavlja veliko večino vodika so običajno podatki navedeni pod vodikom navedeni za protij in protij je običajno prvi izotop, na katerega pomislimo. Na primer, vrelišče H2 je 20,271, vrelišče P2 pa 20,39. Elektron v protijevem atomu kroži s hitrostjo 1/137 svetlobne hitrosti.
Večina protija danes je nastalo pri velikem poku. V manjših količinah na Zemljo pride tudi s kozmičnimi žarki. 87% kozmičnih žarkov predstavlja protij. Nekaj malega ga nastane tudi kot produkt fuzije in fisije. Nastane tudi pri emisiji protona – kot že ime samo pove, nestabilno jedro izvrže proton, ki je jedro protija. Količina protija se v vesolju zmanjšuje, saj se v zvezdah porablja za fuzijo devterija in težjih nuklidov. Pri fuziji se manjša količina proizvaja pri fuziji helija-3 v helij-4, kjer sta proizvedena 2 atoma protija. V litosferi je protija približno približno 1400 delcev na milijon.
Protij je prvi odkriti izotop vodika. Atomska masa protija je bila določena leta 1920, ko je Ernest Rutherford ugotovil, da vsi ostali izotopi vsebujejo jedro vodika. V poskusu, ko je zlil skupaj jedro helija-4 in dušika, kar je naredilo kisik, je opazil, da so nastali tudi vodikovi atomi in tako je prišel do zaključka, da mora biti sestavni del vsakega izotopa vodik (takrat edini znani izotop vodika). Rutherford je poimenoval jedro vodika proton, po protilu, teoretičnem delcu, ki ga je predvidil William Prout, ki naj bi bil osnovni gradnik vseh elementov. Kasneje se je atomska masa elementa določala po masi protija, saj je masa vseh težjih izotopov (približno) večkratnik protijeve atomske mase. Masa protija je v sedanjih enotah po ogljiku-12 približno 1,0078, ne daleč od takratne lestvice.
Protij se kot izotop uporablja za ustvarjanje novih delcev. Protoni se lahko zdužijo z drugimi delci in tvorijo nove izotope. Uporablja se tudi v protonski terapiji, kjer protone z veliko hitrostjo iztrelijo v rakaste celice ali benigdne tumorje, da jih tako pobije. Prednost te pred navadno radiokativno terapijo je ta, da se lahko protone bolje usmeri in tako se ne poškoduje toliko zdravih celic. Kljub temu se protonska terapija ne uporablja pogosto, predvsem zaradi tega, ker še ni dobro raziskana. Najnižja cena protija leta 2002 je bila 0,70$/kg.

### Devterij
2H, znan tudi kot devterij, v jedrski fiziki tudi devteron, še posebej če nima elektronov je atom, sestavljen iz protona, nevtrona in elektrona. Je eden izmed štirih stabilnih izotopov z lihim številom tako protonov kot nevtronov. Ima najnižjo energijo vezanja na nukleon izmed vseh izotopov (poleg protija, seveda, ki ima energijo vezanja 0, saj proton ni vezan z drugim delcem), ki je le 1112,283 eV. Njegova masa je približno 2, kar je dvakrat težje od najpogstejšega izotopa vodika – protija. To je edinstveno za vodik, saj niti pri naslednjem elementu, heliju, se ne pojavlja dvakrat težji izotop v naravi. Je eden izmed najpogostejših izotopov v vesolju, kar izvira iz njegove preprostosti. Nastal je lahko že pri velikem poku, kjer ga je tudi največ nastalo. Kljub temu, da je drugi najpreprostejši stabilni izotop, ga je nastalo bistveno manj kot protija. V prvih minutah po nastalem vesolju, pri nekaj milijardah stopinjah celzija, je nastal z združevanjem protona in nevtrona. Takrat je nastalo več devterija, kot ga je sedaj, saj se je ob ohlajanju zdužil v didevteron, 4He. Fizikalne količine devterija se rahlo razlikujejo od običajno navedenih vrednosti, saj so te napisane za protij, oz. naravno razmerje izotopov. Kemijske značilnosti so bolj ali manj enake, vendar je malce manj reaktiven kot njegov lažji sorodnik.
Veliko devterija je nastalo pri velikem poku. Ostali devterij je nastal predvsem v zvezdah pri fuziji protija v devterij oz. natančneje pri redkem razpadu diprotona (2He), pri katerem namesto protija nastane devterij. 2H se nato naprej zlije v 3He. Nekateri sintetični izotopi tudi izvržejo devteron pri razpadu. Devetrija je na zemlji v majhni količini v primerjavi s protijem; razlog za to je veliko bolj zapletena formacija kot je pri protiju. V litosferi se pojavlja približno 161 delcev na milijardo drugih.
Protij je drugi odkriti izotop vodika. Leta 1932 ga je odkril ameriški kemik Harold C. Urey, za kar je tudi leta 1934 dobil Nobelovo nagrado, ter Ferdinand G. Brickwede in George M. Murphy. Urey je izkoristil razliko v parnem tlaku diprotija (P2) in protijevega devterida (PD) ter je lahko tako destiliral tekoči P2. PD ni izhlapel in ga je Urey lahko zaznal z spektroskopijo atomov. Čisti devterij je prvič ustvaril Gilbert N. Lewis leta 1933 z elektrolizo vode. Protijeva voda je hitreje razpadla in tako se je skoncentriral devterij v vodi. Ko se je količina voda znižala na približno eno stotisočino osnovnega volumna, je dobil čisti devterijev(I) oksid (D2O). To je najbolj poznana devterijeva molekula. Znana je tudi kot težka voda, saj ima gostoto 1,10538 g/ml in je težja od navadne (protijeve) vode. Za razliko od navadne vode ima sladek okus, vendar znanstveniki še niso ugotovili zakaj. Kljub temu je strupena; ob zastupitvi se pokažejo isti znaki kot pri zastrupitvi z radiacijo. Nevarna je v koncentracijah nad 50%; nad to mejo se sme popiti le nekaj mililitrov. Težka voda je imela pomembno vlogo v 2. svetovni vojni. Norvežani, takrat največji proizvajalci težke vode, so jo raje popili in se z njo zastrupili kot pa predali nemcem.
Devterij se v maloprodaji prodaja predvsem kot devterijev(I) oksid zaradi saldkega okusa. Veliko zbirateljev kupi tudi devterij zaradi bolj rožnatega žarjenja v visokonapetostnem polju. Drugače se devterij v obliki oksida uporablja v jedrskih reaktorjih, saj nevtrone upočasni, vendar ne absorbira, kar je idealno za potek fisije. Nevtrone lahko tako upočasni, da se 238U ne cepi, temveč sprejme nevtron ter spremeni v 239Pu, ki se uporablja v jedrskem orožju. Uporablja se tudi v protonski NMR spektroskopiji. Ker ni dominanten izotop se lahko uporablja kot sledilec v organizmih. Ima tudi velik potencial za uporabo v fuzijskih reaktorjih, kjer bi lahko bil začetno gorivo. Je veliko bolj zaželen kot protij, saj je prehod med protonijem in devterijem težaven in dolgotrajen.

### Ločevanje izotopov
Ločevanje izotopov še vedno poteka z elektrolizo. Skozi vodo teče električni tok, kar povzroči, da se vodikovi ioni (H+) ločijo od kisika in izhlapijo. To  se hitreje dogaja za protij kot za devterij, zato devterij večinoma ostaja v vodi, protij pa izhaja kot plin. Vodik, ki izhaja lahko ujamemo in tako dobimo čisti protij. Ko se loči ena stotisočina volumna vode, dobimo čisti devterijev(I) oksid. Devterij lahko iz vode dobimo z nadaljnjo elektrolizo. Protij se večinoma uporabi pri stvareh, pri katerih izotop ni tako pomemben, saj ni tako velikega zanimanja za čisti protij. Devterij, po drugi strani, se uporablja skoraj izključno za zgoraj navedene uporabe. Prva tovarna, ki je ločevala izotopa vodika, je bila ustanovljena leta 1934 na Norveškem, sedaj pa sta največji izvoznici devterija Kanada in Indija, sledijo pa jima Argentina, Iran, Romunija in Rusija.

### Vodikovi izotopi v naravi
Razmerje med protijem in devterijem niha glede na vir; devterij se lahko pojavlja v količinah med 0,001 do 0,028 odstotka. Naravni vodik, ki ni v zraku, ima najnižjo koncentracijo devterija, sledita mu vodik v prodaji in vodik v izpušnih plinih. Največ devterija se pojavlja v sintetičnih organskih spojinah in v vodiku v zraku. Zaradi take velike negotovosti (0,07%) ne moremo vodiku določiti enotne atomske mase, bolj natančne od 1,008, zato se zapiše najnižjo in najvišjo možno vrednost. To je značilno le za 12 elementov; vodik je izmed vseh na drugem mestu po razponu, večjega ima le litij [6,938; 6,997].

## Tritij
3H, znan tudi kot tritij ali triton, je najlažji radioaktivni izotop vodika, vendar še vedno približno trikrat težji od protija. Je najstabilnejši radioaktivni izotop vodika z razpolovno dobo 12,32 leta in edini ki se pojavlja v naravi. Njegova energija vezanja na nukleon je 2827,265 eV, višje od njegovega stabilnega izobara 3He. V naravi se pojavlja v zelo majhnih količinah, ki jih ne moremo natančno izmeriti. Na Zemlji je zelo redek, zato ni velike skrbi njegove radiacije. Fizikalne količine tritija se rahlo razlikujejo od drugih izotopov, vendar je merjenje le-teh oteženo zaradi radioaktivnosti. Zaradi radiacije se tritij v temi sveti, razpade pa na 3He.
Za razliko od lažjih dveh izotopov, tritij ni del glavne fuziske verige v proton-proton fuziji. Nastane lahko le, če že tako redek litij-7 naleti na prost nevtron ter tako razpade na tritij in helij-4. Na Zemlji obstaja le v sledovih; razlog za to je tritijeva kratka razpolovna doba, namreč ves tritij, ki je nastal na enak način kot ostali elementi na Zemlji, je že dolgo nazaj razpadel. Tritij je tako na Zemlji stalno na novo proizveden. Nastane, ko kozmični žarki trčijo v pline v ozračju. Predvideno je, da je naravno prisotnega tritija na zemlji okoli 7,3 kg. Petkrat več ga je nastalo v poskusih z jedrskim orožjem, tako da je na Zemlji skupno dobrih 35 kg. Majhna količina ga nastane tudi v jedrskih reaktorjih, ko v povprečju nastane en atom na deset tisoč fisij. Ta donos se lahko poveča v posebnih reaktorjih, v katerih se tritij tudi prideluje. Tritij se v pospeševalnikih lahko proizvede tudi z obstreljevanjem devterija z nevtroni, vendar se ta proces ne uporablja za masovno proizvodnjo. V vodi je približno 10−18% atomov tritija. Večina tritija na zemlji ni v obliki oksida (T2O), saj je majhna verjetnost, da se dva tritijeva atoma vežeta v isto molekulo; bolj pogost je tritijev hidroksid (TOH).
Tritij so leta 1934 odkrili fiziki Ernest Rutherford, M. L. Oliphant in Paul Hartech. Devterij so bombardirali z drugimi jedri devterija in tako je nastala naslednja reakcija:
{\displaystyle {\ce {^2 D + ^2D -> ^3T + ^1P}}}
William Frank Libby in Astrid V. Grosse sta ugotovila, da je tritij tudi v naravni vodi in predvidila, da nastane zaradi trka dušika v atmosferi s kozmičnimi žarki. To ostaja neznaka še do današnjega časa.
Tritij ima zaradi radioaktivnosti omejeno uporabo, vendar ga lahko navadna oseba še vedno v majhnih količinah kupi. Dodaja se ga (fisijskemu in fuzijskemu) jedrskemu orožju, saj ima tako večji učinek. Ker ni dominanten izotop, se ga uporablja kot sledilca v različnih sistemih. Zaradi tega, ker se sveti v temi, je priljubljen med zbiratelji, implementira pa se tudi v različne svetleče označbe (npr. znake za izhod), luči na pristajalnih stezah in svetleče kazalce na urah.

## Težji sintetični izotopi
4H do 7H so bili vsi ustvarjeni umetno in se ne pojavljajo v naravi. Njihove razpolovne dobe so izredno kratke, le nekaj joktosekund. Opazi se lahko večjo stabilnost pri izotopih s sodim številom nevtronov; na primer razpolovna doba vodika-7 je okoli 500 ys, medtem ko je razpolovna doba vodika-6 slabih 300 ys. Vsi izmed njih ob razpadu izvržejo enega ali več nevtronov ter tako razpadejo na 3H in 1H. Zadnji odkriti izotop, 7H, je bil odkrit leta 2003. Njihova energija vezanja na nukleon se z večjo atomsko maso znatno zmanjša, vodik-7 jo ima le še okoli 940 keV.

## Eksotične različice vodika
Ustvarjen je že bil antiprotij. Poznamo tudi vodikove atome, kjer je bil elektron zamenjan z njegovim težjim sorodnikom, muonom, predvidena pa je tudi možnost, ko elektron zamenjamo s tau. Oba težja leptona krožita bližje jedru, zato bi jih lahko obravnavali kot del jedra. Ker imata negativen naboj, bi izničila naboj protona in tako bi bila izotopa nevtronija. Po taki logiki bi potem moral imeti vodikov atom z muonom jedro helija. Tako poznamo vodik-4 z muonom, kar je le jedro helija-4 z muonom. Njegovo ime je vodik-4.1, saj ima zaradi mase muona maso okoli 4,1 amu. Teoretično bi lahko bil vodik iz katergakoli pozitivno nabitega bariona, vendar razen protona ni nobeden izmed njih stabilen.

## Prihodnost raziskovanja vodikovih izotopov
Za odkrivanje novih vodikovih izotopov ni velikega zanimanja. Izotopi z magičnimi števili nevtronov so že znani 3H, 9H, 21H, 29H, 51H, 83H in 127H, vendar v bližnji prihodnosti bi lahko proizvedli le 9H. Večji poudarek iskanja izotopov je trenutno na iskanju eksotičnih različic, saj je protijev atom najpreprostejši atom in je zato prvi cilj pri poskusih z eksotičnimi atomi.